# Marian Półtoranos

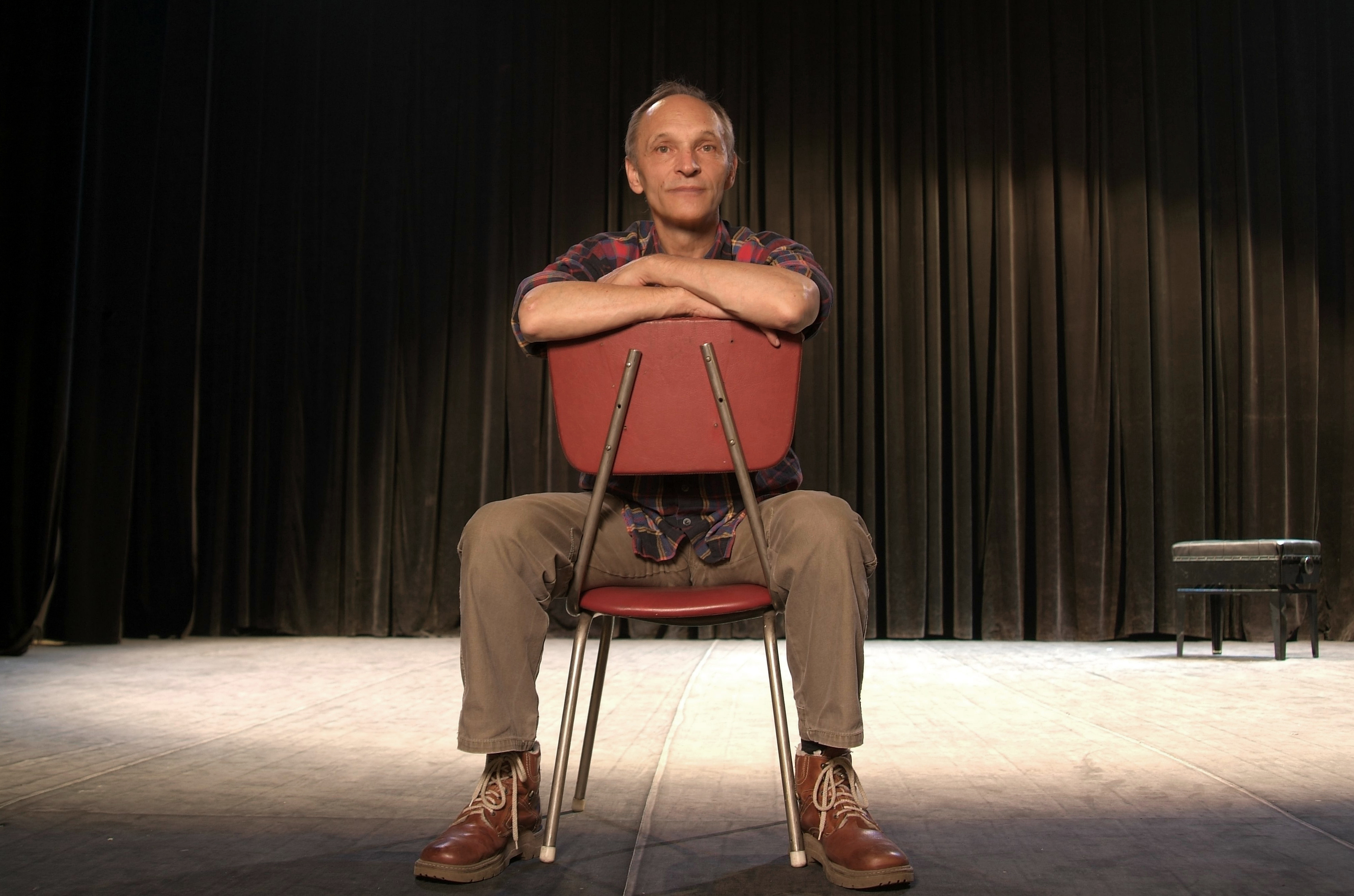
M. Półtoranos na próbie przed spektaklem

Marian Półtoranos (ur. 7 kwietnia 1948 w Polanicy Zdroju, zm. 20 listopada 2015 w Bystrzycy Kłodzkiej) – polski animator kultury, reżyser teatralny i pedagog.

## Życiorys
Był współtwórcą kabaretu „Pod Kasztanem” (1970), instruktorem kulturalnym i teatralnym, dyrektorem ośrodków kultury we Wrocławiu (PZL „Hydral”), Głogowie, Tarnobrzegu (WDK) i Stalowej Woli. W karierze zawodowej zdarzyło mu się również prowadzić kawiarnię, pracować jako motorniczy tramwaju, instruktor nauki jazdy, ratownik wodny i bibliotekarz. Pełnił funkcje dyrektora Teatru KO-KU i Centrum Edukacji Kulturalnej oraz dyrektora artystycznego Kłodzkiego Ośrodka Kultury, szefa Międzynarodowego Festiwalu „Zderzenie”, kanclerza kapituły hrabstwa kłodzkiego, a także radnego i członka zarządu powiatu kłodzkiego.

## Dorobek
Autor
Autor dwóch tomików wierszy Mój krajobraz (1981) i Przestrzenie z torów (1992) oraz opowiadań, drukowanych w almanachach i pismach literackich.
Reżyseria
Spektakle pełnoobsadowe i monodramy w jego reżyserii grane były w teatrach Warszawy, Łodzi, Wrocławia, Bydgoszczy i Lublina. Otrzymywał nagrody i wyróżnienia na międzynarodowych i ogólnopolskich festiwalach teatralnych – w Belgii, Armenii, na Węgrzech, Ukrainie oraz w Zgorzelcu, Wrocławiu i Łodzi. Dorobek artystyczny Mariana Półtoranosa to 87 spektakli, w tym 48 monodramów.
Wydarzenia
Był pomysłodawcą i organizatorem lokalnych imprez – obchodów rocznicy konstytucji hrabstwa kłodzkiego, uroczystego wstąpienia Polski do Unii Europejskiej – otwarcia Bramy do Europy, spektaklu Bitwa o Troję czy bitwy wojsk pruskich z napoleońskimi na kłodzkiej twierdzy. Przez wiele lat organizował przedsięwzięcia na skalę ogólnopolską – Małe Zderzenie Teatrów (Festiwal Sztuk dla Młodego Widza), Festiwal Kameralistyki Młodych, finał Ogólnopolskiego Konkursu Recytatorskiego „Pegazik” i Festiwal Teatrów Jednoosobowych oraz międzynarodową – Festiwal Teatralny „Zderzenie” (do 2006 roku – międzynarodowa impreza interdyscyplinarna). Był jednym z inspiratorów powstania w 2000 roku Miejskiego Centrum Kultury w Polanicy-Zdroju. Gdy w 2002 roku w Lądku-Zdroju bito rekord w smażeniu jajecznicy z 2520 jaj, Marian Półtoranos, zaproszony jako ówczesny dyrektor Centrum Edukacji Kulturalnej, mieszał potrawę drewnianym wiosłem.
Wychowawca
Prowadził zajęcia teatralne i warsztaty dla dzieci i młodzieży oraz konsultacje dla kandydatów na studia aktorskie. Z jego inicjatywy działały w kłodzkim liceum ogólnokształcącym klasy o profilu teatralnym. Tu i w CEK-u wychował 26 profesjonalnych aktorów grających w teatrze i filmie.

## Nagrody i wyróżnienia
Za działalność artystyczną i edukacyjną uhonorowany został m.in. nagrodami Ministra Kultury (czterokrotnie) i Wojewody Dolnośląskiego, medalami: Zasłużony dla Kultury Polskiej i Zasłużony dla Ziemi Kłodzkiej, a także nominacją do Paszportu „Polityki”. Otrzymał Nagrodę za szczególne osiągnięcia reżyserskie im. Lidii Zamkow, liczne nagrody na ogólnopolskich festiwalach Teatrów Jednego Aktora w Toruniu, Piosenki Aktorskiej we Wrocławiu, Sztuki Aktorskiej w Kaliszu, Festiwalu Prapremier, Grand Prix Geras (Wrocław), Grand Prix (Kłodzko).
W 2005 roku za „animację życia kulturalnego na Ziemi Kłodzkiej” został wyróżniony przez australijską fundację Polcul Foundation.
Pośmiertnie, w 2023 roku przyznano mu tytuł Zasłużonego dla Miasta Kłodzka. 20 listopada 2023 roku w sali widowiskowej Kłodzkiego Ośrodka Kultury odsłonięto tablicę upamiętniającą artystę, przedstawiającą go w słynnej opasce na czole. Pomysłodawcą i fundatorem tablicy był Janusz Skrobot. W odsłonięciu udział wzięli uczniowie M. Półtoranosa, m.in. Gabriela Muskała, Maciej Awiżeń, a także Zbigniew Zamachowski.

## Niektóre spektakle w reżyserii Półtoranosa
- Podróż do Buenos Aires. Work in Regress, Amanita Muskaria (Monika i Gabriela Muskała), prapremiera 8 grudnia 2001[11]
- Lalki, ciche moje siostry
- Portrety moich kobiet
- Zarobić na chleb
- Pożegnanie miasteczka (vel Autoportret)
- Ptasiek
- Posłuchaj
- Zderzenie
- Ibis
- Emigranci
- Strych Witkacego
- My 2 – rzecz o nietolerancji
- Ogród miłości
- Hrabstwo Kłodzkie, czyli w kraju Pana Boga
- Upadki Bunga